# Jefim Golyscheff
Jefim (Jef) Golyscheff (* 8. Septemberjul. / 20. September 1897greg. in Cherson, Russisches Kaiserreich; † 25. September 1970 in Paris, Frankreich) war ein ukrainischer Komponist und Maler, der zeitweilig in Deutschland lebte und später nach Brasilien übersiedelte. Er zählt zu den Pionieren der Zwölftonmusik.

## Leben und Werk
Golyscheffs musikalische Karriere begann früh als geigerisches Wunderkind, bereits 1905 begleitete er das Sinfonieorchester Odessa bei einer Tournee als Solist. Am Petersburger Konservatorium wurde er Schüler von Leopold Auer. Ab 1909 studierte er am Stern’schen Konservatorium in Berlin, wo er mit dem Reger-Preis ausgezeichnet wurde. Ein 1914 komponiertes Streichtrio (1925 in Berlin gedruckt) basiert auf Zwölftonkomplexen. Die Halbtöne in dieser einzigen erhalten gebliebenen Komposition Golyscheffs sind durch liegende Kreuze dargestellt (ähnlich der offenbar unabhängig davon entwickelten vorzeichenlosen Notationsweise des Zeitgenossen Nikolai Obuchow). Die einzelnen Sätze verlangen zudem eine über den jeweiligen Satz unverändert beizubehaltende Dynamik (z. B. I. Mezzo-Forte, II. Fortissimo).
Ermutigt durch Ferruccio Busoni entstanden weitere Kompositionen, darunter 2 Opern und die Sinfonische Dichtung mit szenischen Aktionen „Das eisige Lied“ (1920 in Teilen von Georg Weller in Berlin uraufgeführt). Außerdem nahm er Unterricht bei Wassily Kandinsky (einem Freund seines Vaters) und wurde zum Schöpfer von Anti-Kunstwerken, etwa eines Selbstbildnisses aus Zigarettenschachteln, Brot und Streichhölzern. Gemeinsam mit Raoul Hausmann und Richard Huelsenbeck begründete er den Berliner Dada. Ab 31. Januar 1921 hatte er eine Ausstellung in Berlin im Kunstantiquariat Fränke und er war mit mehreren Werken in der Großen Berliner Kunstausstellung vertreten.
Golyscheff studierte außerdem Chemie und Physik, arbeitete als technischer Berater für TOBIS-Klangfilm und kam mit Eisenstein und Pudowkin in Kontakt, für den er 1931 eine Filmmusik zu „Igdenbu der große Jäger“ schrieb.
Als Jude und als „Entarteter Künstler“ diffamiert sah sich Golyscheff 1933 zur Flucht aus Deutschland gezwungen; sämtliche Kompositionen und Bilder wurden konfisziert und gingen verloren. Zunächst ging er nach Portugal, dann nach Barcelona, wo er bis zum Bürgerkrieg als Chemiker arbeitete. Nach dem Sieg Francos 1938 floh er nach Frankreich, wo er zeitweilig interniert wurde und sich der Résistance anschloss. 1956 bis 1966 lebte Golyscheff in São Paulo, nahm die brasilianische Staatsangehörigkeit an und wirkte auch wieder als Bildender Künstler und zudem als Anreger der jungen brasilianischen Komponistengruppe „Música Nova“. Von 1966 bis zu seinem Tod lebte Golyscheff als Maler in Paris.